# Judocuskerk (Überlingen)
De Judocuskerk (Duits Jodok-Kirche) is een katholiek kerkgebouw in Überlingen aan het Bodenmeer (Baden-Württemberg). De pelgrimskerk ligt aan de Via Beuronensis, het deel van het Jacobspad tussen de Neckar en het Bodenmeer op de weg van Pfullendorf naar Wallhausen. De kerk vormt één geheel met de bebouwing aan de straat en behoort tot de parochie Überlingen.

## Geschiedenis en beschrijving

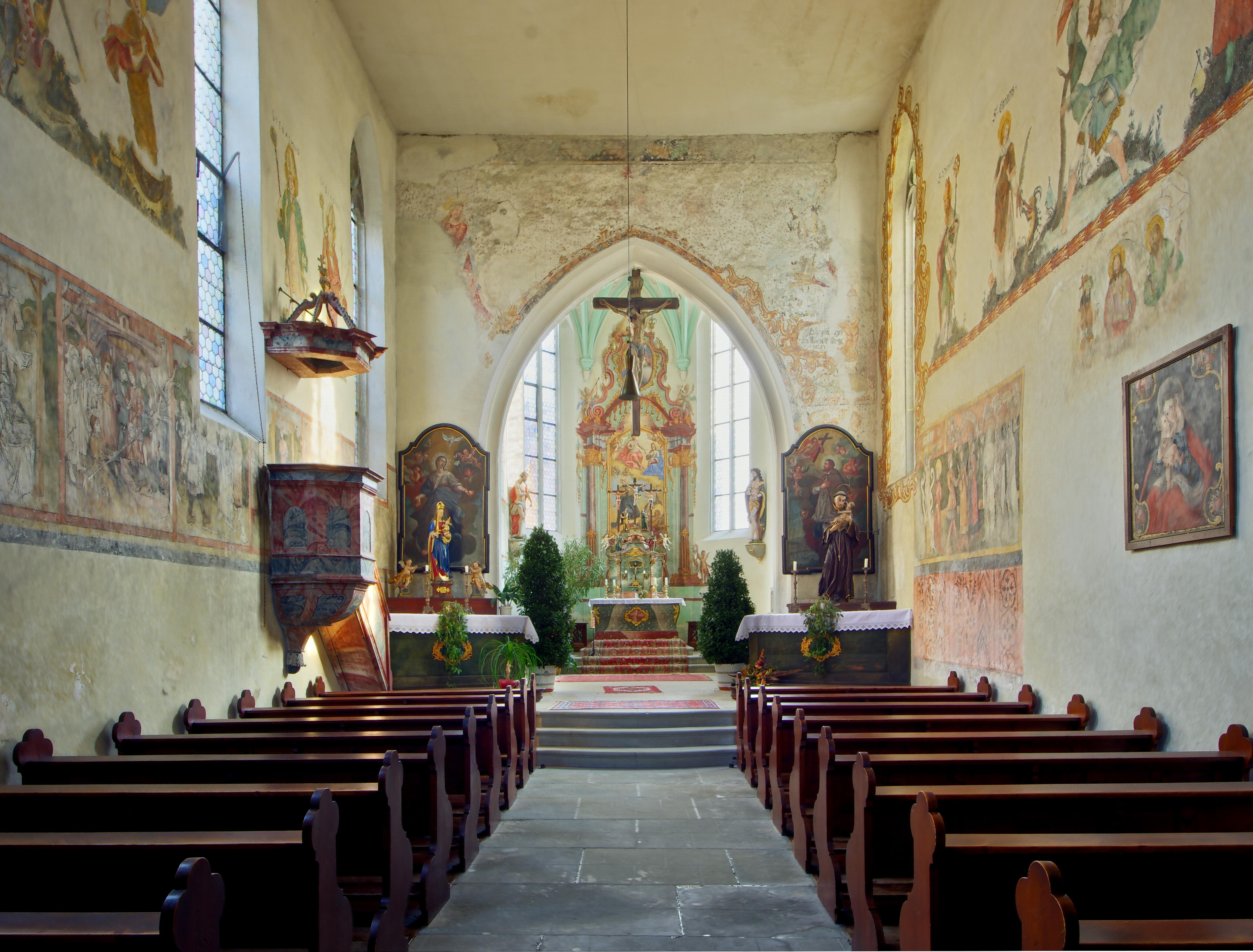
Interieur

Het laatgotische kerkgebouw werd in 1424 in opdracht van een rijke Überlinger burger gebouwd en in 1462 als kerk van de Sint-Jacobsbroederschap Sint-Judocus ingewijd. Hiervan getuigt een sluitsteen in het koorgewelf, waarop de heilige te zien is. Deze broederschap had tot taak de pelgrims van onderkomen en verzorging te voorzien. Voor dat doel werd er buiten de stad een herberg geëxploiteerd tussen de eerste en tweede stadsmuur. Hier kregen de pelgrims te eten en konden ze de nacht doorbrengen.
Rechts van het toegangsportaal bevindt zich in een nis het beeld van de kerkpatroon. Hij draagt de attributen waaraan men de heilige kan herkennen: een pelgrimsstaf en de hoed met een schelp. Bij het ingangsportaal zijn diepe slijpsporen te zien die waarschijnlijk werden veroorzaakt om vuur te kunnen maken. Ook zouden boeren hier tijdens de oogst hun sikkelvormige messen hebben geslepen om Gods zegen voor hun werk te verkrijgen.
Boven de gevel bevindt zich een kleine dakruiter waarin twee klokken hangen. Op de linker klok staat de heilige afgebeeld.

## Interieur
Het hoogaltaar wordt gevormd door een recent gerestaureerde Golgotha-scène. Het altaarvormige fresco op de muur achter het altaar toont Rochus van Montpellier met de schelp, de putti dragen de pelgrimsstaf en de kalebas.
Het interieur van de kerk wordt versierd met een aantal fresco's uit verschillende periodes.
Aan de noordelijke muur verbeelden de 12 fresco's uit de tweede helft van de 15e eeuw het galgen- en kippenwonder. Hetzelfde wonder wordt aan de galerij nogmaals uitgebeeld.

#### Galgen- en kippenwonder
Volgens een populaire middeleeuwse legende, waarvan verschillende versies bestaan, werd de zoon van pelgrims tijdens hun tocht naar Santiago de Compostella in Santo Domingo uit wraak valselijk van diefstal beschuldigd, nadat hij niet inging op de avances van de dochter van de herbergier in Santo Domingo, waar men intrek had genomen om de nacht door te brengen. De zoon werd voor de rechter gebracht en tot de galg veroordeeld, terwijl zijn rouwende ouders de tocht naar Santiago voortzetten. Bij het graf van de heilige Jacobus stortten zij hun verdriet uit en na 36 dagen keerden ze op de terugreis weer terug naar Santo Domingo, waar de ouders ontdekten dat hun zoon nog altijd levend aan de galg hing en door de heilige Jacobus werd ondersteund en in leven was gehouden. Ze snelden naar de rechter om hem in te lichten, die op dat moment net was begonnen met het eten van zijn maal. Vol ongeloof en spottend riep de rechter dat hun zoon net zo dood was als de gebraden kippenboutjes op zijn bord, waarop de boutjes plotseling veren kregen en kakelend wegfladderden. De stomverbaasde rechter liet de zoon vervolgens onmiddellijk van de galg halen en in plaats van de zoon werden nu de waard en zijn dochter opgehangen. Het verhaal waarschuwde in de middeleeuwen dat pelgrims vaak weinig bescherming genoten en dat het gastrecht soms ook aanleiding tot misbruik gaf. Aan de legende herinnert ook het kippenhok in de kathedraal van Santo Domingo, waarin zich altijd een haan en een hen bevinden.
Op de zuidelijke kant worden drie levende en de drie dode figuren afgebeeld, een vroege vorm van de dodendans. Hoger op de muur zijn de fresco's van 15 (in plaats van 14) noodhelpers aangebracht.

## Afbeeldingen

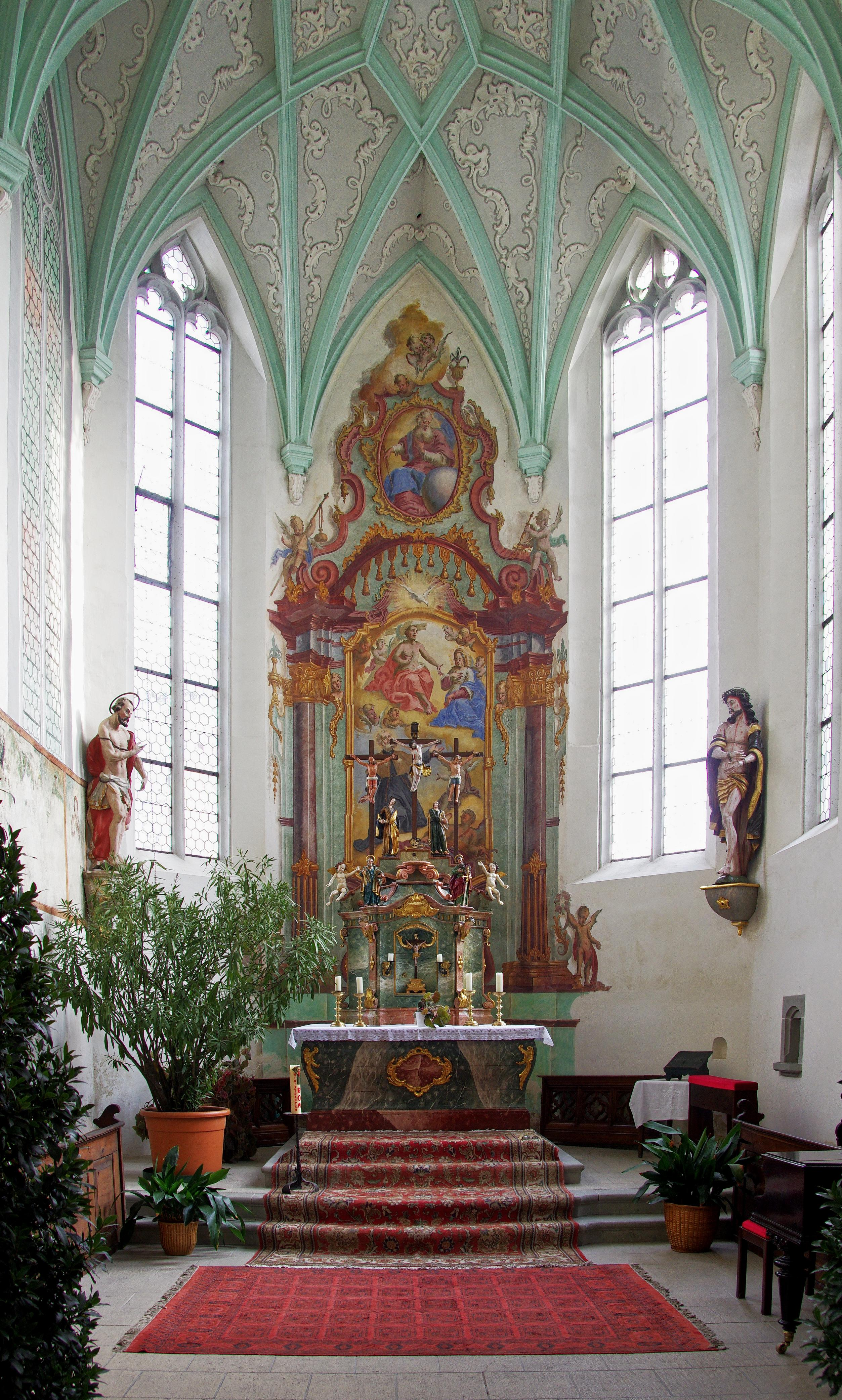
Hoogaltaar
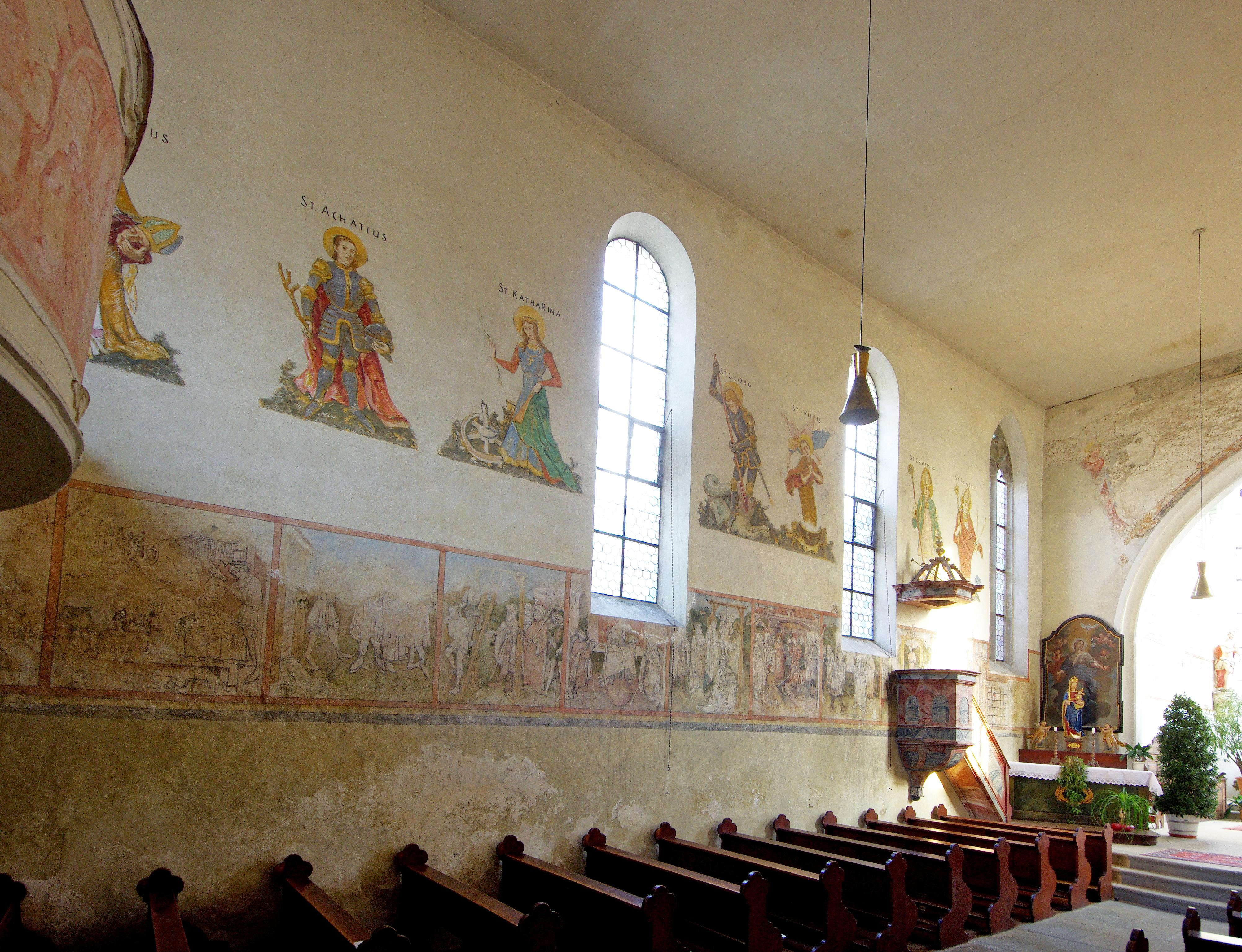
Noordelijke muur
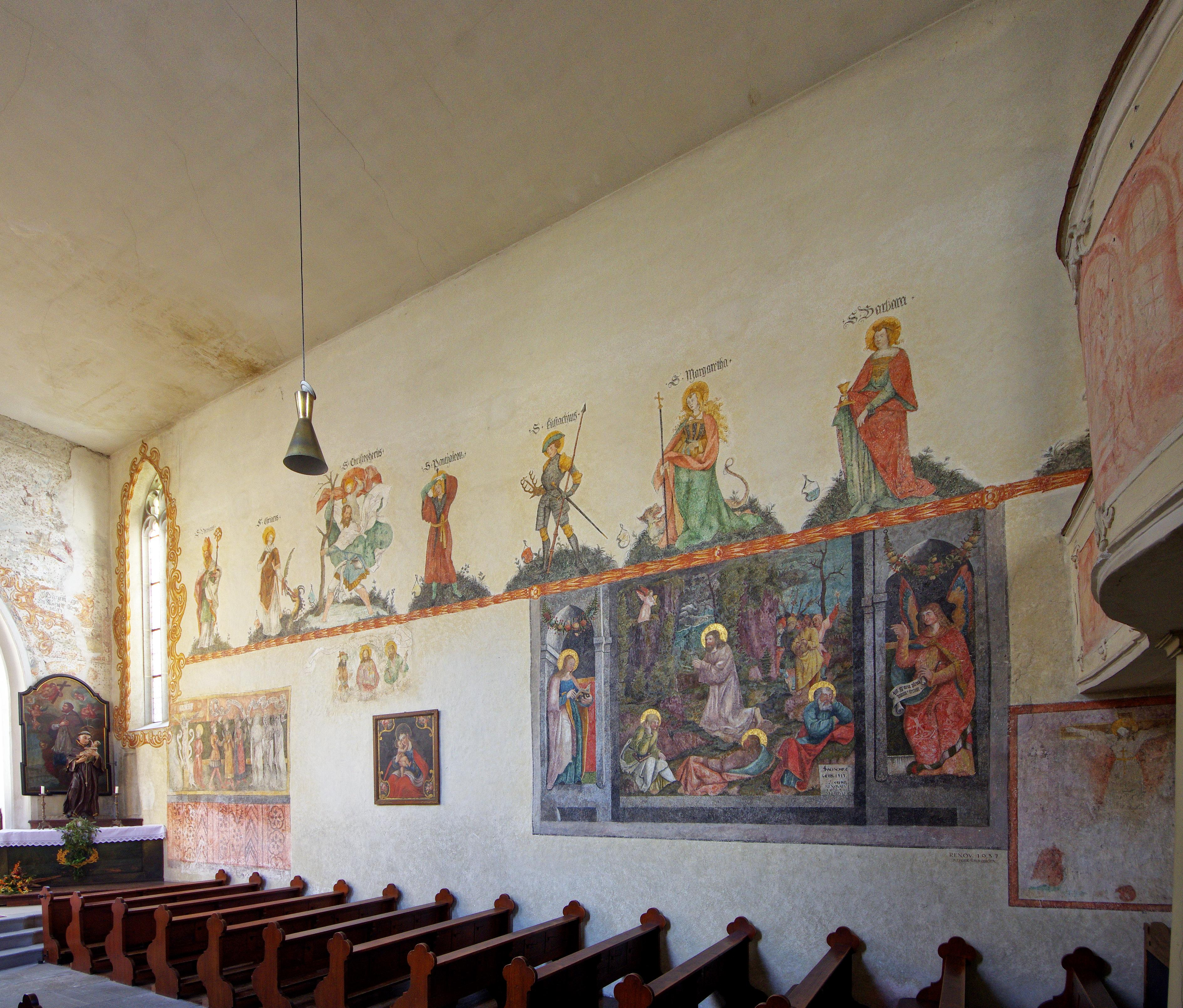
Zuidelijke muur
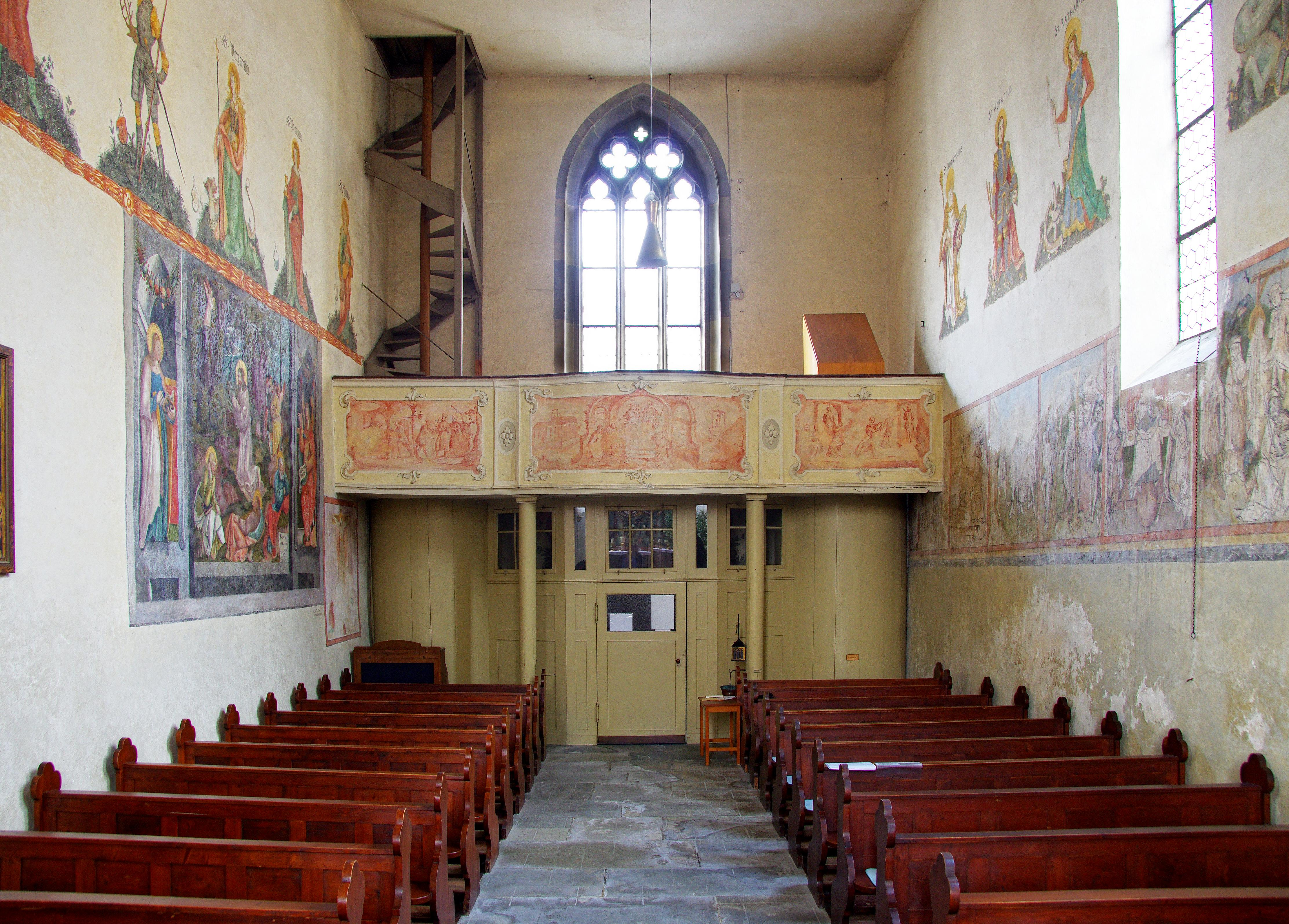
Galerij
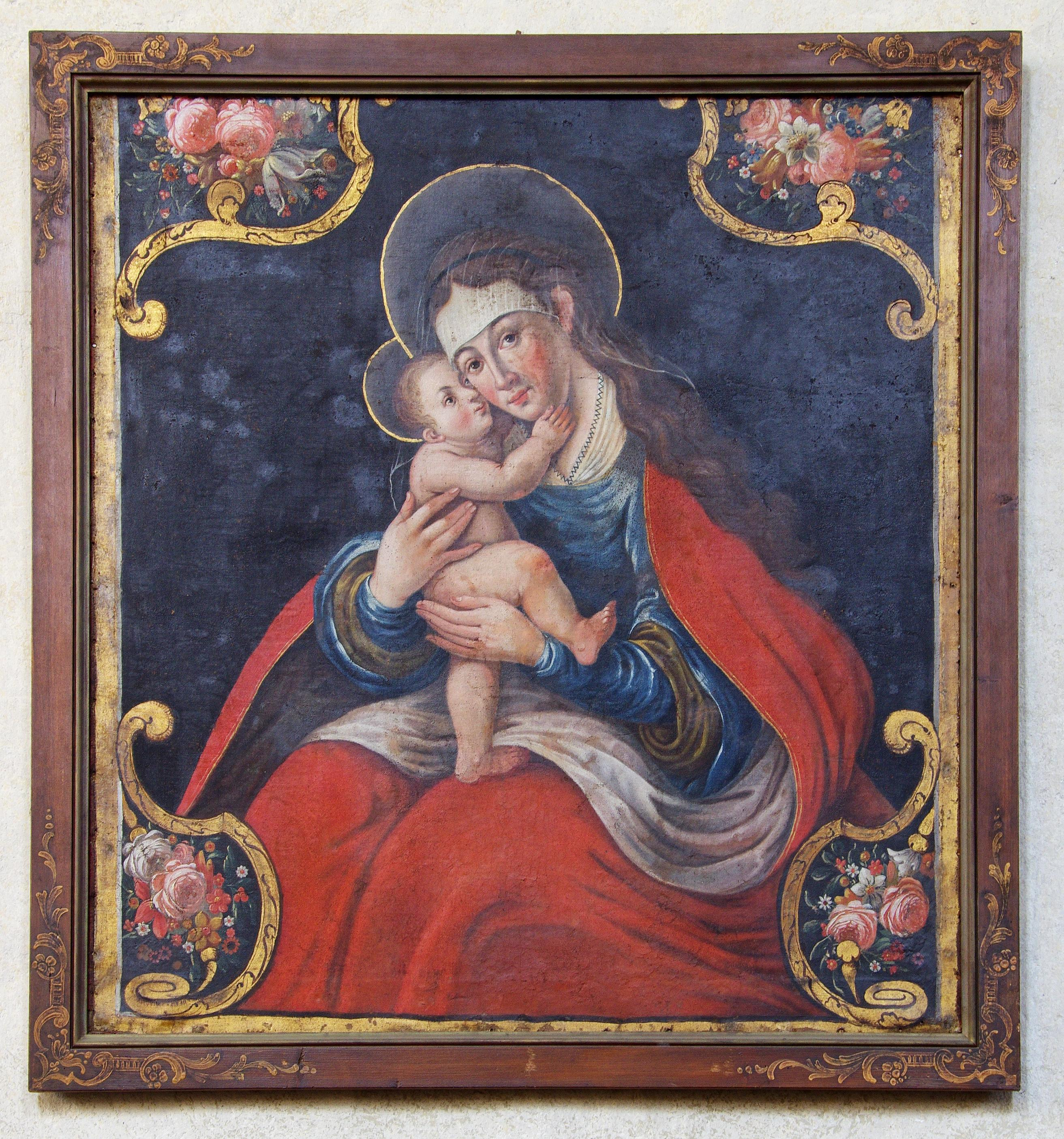
Schilderij Maria met Kind